# Жирный народ
«Жи́рный наро́д» (также жи́рные попола́ны или то́лстые горожа́не, итал. popolo grasso) — сословие обеспеченных горожан в средневековых городах Италии. Термин используется в контексте коммунального движения пополанов в XIII—XV вв. «Жирный народ» обычно противопоставляется «тощему народу» (итал. popolo minuto).

## Исторический контекст и возникновение термина
В XII веке во Флоренции происходят процессы, разрушающие феодальные отношения. С одной стороны бурное развитие торговли и ремёсел приводит к тому, что денежные средства сосредотачиваются у ремесленников и торговцев, а не у феодальной знати. С другой стороны старые политические отношения уже не устраивают новое богатеющее сословие, и в начале XII века во Флоренции на базе сформировавшейся городской коммуны возникает народная демократия. Благодаря развитию торговли и политическим реформам, к середине XIII века Флоренция становится ведущим городом средневековой Европы, единственным европейским городом, чеканящим собственные монеты. Де-факто Флоренция обретает независимость от монархических институтов и образовывает Флорентийскую республику.
Последующая во второй половине XIII века борьба между гвельфами и гибеллинами привела к разрушению народной демократии. В сентябре 1260 года, одержав решительную победу в битве при Монтаперти, власть во Флоренции захватывают гибеллины — приверженцы императора. Их господство, сопряжённое с восстановлением власти императора во Флоренции, продолжается шесть лет, вплоть до 1266 года. Однако, изгнание гибеллинов из Флоренции в ноябре 1266 года не привело к восстановлению народной демократии в полном объёме. Власть во Флоренции фактически стала олигархической и перешла к руководителям ведущих ремесленных цехов.
Во главе цехов стояли избираемые «консулы», однако только «старшие цеха» (итал. Arti maggiori), которые во второй половине XIII века являлись наиболее прибыльными, сосредоточили политическую власть в городе. Граждане Флоренции, состоящие в этих цехах, оказались как более обеспеченными, так и более влиятельными, образовав отдельное сословие, которое и получило название «жирный народ». Соответственно жители Флоренции, приписанные к другим цехам, и городская беднота оказалась «тощим народом». Возникшая во Флоренции система цехового самоуправления распространилась по другим регионам Италии и оказывала влияние на другие итальянские города. Термин «жирный народ» стал, таким образом, применяться за пределами Флоренции. Цеховое самоуправление просуществовало вплоть до XV века, когда во Флоренции власть сосредоточилась у семьи Медичи.

## Структура жирного народа
«Старших цехов», которые представляли собой жирный народ, было семь: цех «Калимала», занимавшийся торговлей и покраской сукна, «Лана», занимавшийся торговлей и выделкой шерстяных тканей, «Камбио», занимавшийся обменом денег, «Пор-Санта-Мария», занимавшийся торговлей шёлком, а также цеха производителей меховых изделий, врачей и аптекарей, судей и нотариусов. По одному представителю из каждого цеха формировали приорат, главный орган городского управления, причём де-факто три самых богатых цеха — Калимала, Лана и Камбио — обладали в приорате наибольшим влиянием.
- Символы семи старших цехов (итал. Arti maggiori), сосредоточивших жирный народ
- «Калимала» (сукно)
- «Лана» (шерсть)
- «Камбио» (обмен денег)
- «Пор-Санта-Мария» (шёлк)
- Меховщики
- Врачи и аптекари
- Судьи и нотариусы